# Geremia Ghisi
Geremia Ghisi, probablement né au XIIe siècle à Venise et mort en 1251 ou 1252 fut, avec son frère Andrea, seigneur de Skyros, Skopelos et Skiathos dans les Sporades après la Quatrième Croisade.
Geremia Ghisi est mentionné pour la première fois en 1219 à propos d'une maison qu'il possédait à Négrepont. Le Doge Andrea Dandolo écrivit une histoire de Venise depuis les origines (dite Chronica extensa) autour de 1350. Cette chronique dit des frères Ghisi qu'ils auraient reçu Tinos, Mykonos, Skyros, Skopelos et Skiathos. Geremia lui-même aurait obtenu Skyros, Skopelos et Skiathos pour lesquelles il aurait prêté hommage à l'empereur latin de Constantinople. Les frères Ghisi sont traditionnellement considérés comme ayant fait partie du groupe de conquérants menés par Marco Sanudo, cependant leurs dates de décès tardives (soixante à soixante-dix ans après la Quatrième Croisade pour Andrea), rend cette version de Dandolo peu crédible et il est plus probable qu'ils aient fait partie d'une autre génération que celle de Sanudo (mort vers 1227) et que leur expédition ait eu lieu ultérieurement.
Geremia avait eu deux filles : l'aînée, Marchesina, épousa le futur doge Lorenzo Tiepolo ; la cadette, Isabetta, épousa Filippo Ghisi, un parent éloigné installé à Négrepont qui s'empara des possessions de Geremia qui auraient dû revenir à sa belle-sœur (les Sporades).